# Escut i bandera de Cofrents
L'escut i la bandera de Cofrents són els símbols representatius de Cofrents, municipi del País Valencià, a la comarca de la Vall de Cofrents.

## Escut heràldic
L'escut oficial de Cofrents té el següent blasonament:
| « | Escut partit. Al primer, de gules, el castell d'or; al segon, d'argent, el presseguer de sinople, fruitat d'or; entat en punta, d'or, el bou de gules. Per timbre, corona reial tancada. | » |

## Bandera
La bandera oficial de Cofrents té la següent descripció:
| « | Bandera de proporcions 2:3. Tercejada horitzontal, essent el segon terç de doble amplària que els altres. Als terços externs, de blanc amb una ona d'atzur. Al terç central de roig, carregat d'un castell d'or de tres homenatges, maçonat i aclarit de negre. | » |

## Història
L'escut fou aprovat per Reial Decret 2532/1982, de 24 de setembre, publicat en el BOE núm. 241, de 8 d'octubre de 1982.
La bandera fou aprovada per Resolució de 27 de febrer de 1995, del conseller d'Administració Pública, publicada en el DOGV núm. 2.467, de 10 de març de 1995.